# Daedalos FlugbetriebsGmbH
Die Daedalos FlugbetriebsGmbH war eine österreichische Fluggesellschaft. Sie wurde 2002 als Ableger der Unternehmensgruppe IASON gegründet. Neben dem Transport von Arzneimitteln bot das Unternehmen ihre Flotte für Geschäfts- oder Privatflüge an. Die Daedalos Flugbetriebs GmbH hatte mit Juli 2010 den gewerblichen Flugbetrieb eingestellt. Am 30. März 2016 musste das Unternehmen Konkurs anmelden.
Mit Stand Juli 2013 bestand die Flotte der Daedalos FlugbetriebsGmbH aus zwei Flugzeugen:
- 1 Cessna Citation I (OE-FHW)
- 1 Beechcraft Baron 58P (OE-FOO)